# Andy Johnson
Andrew Johnson også kaldt Andy Johnson (født 10. februar 1981) er en engelsk tidligere fodboldspiller, der spillede som angriber.

## Spillerkarriere

### Birmingham City
Johnson blev født i Bedford, Bedfordshire den 10. februar 1981 og blev som ung erklæret uegnet til topfodbold grundet sin klejne størrelse. Det slog dog ikke Johnson ud, og den lille angriber startede karrieren ud i Birmingham City, hvor han skulle gå hen og få 83 kampe med 8 mål til følge i tidsperioden 1987 til 2002. Johnson vil dog mest blive husket for at have brændt et afgørende straffespark i 2001 Worthington Cup'en mod Liverpool F.C.

### Crystal Palace
Johnson skiftede i 2002 til Crystal Palace F.C. for 750.000 engelske pund, hvilket skulle vise sig at blive et succesfuldt ophold for både angriberen og klubben. I 2003/04 sæsonen blev Johnson topscorer i den daværende Football League First Division, i dag bedre kendt som The Championship, og Crystal Palace rykkede op i Premier League via en play-off plads og en sejr over West Ham United F.C. i play-off finalen.
Den ene sæson, hvor Palace var repræsenteret i Premier League, blev en kæmpe succes for Johnson, der endte som topscorer med 21 mål og en landsholdsdebut mod Holland under Svend Göran Eriksson. Johnson indgav i sommeren 2005 et ønske om at skifte klub, men i stedet for et skifte, forlængede angriberen kontrakten til en årsløn omkring 24.000 engelske pund, hvilket gjorde ham til en af de højst betalte spillere uden for Premier League i historien.
Efter at Palace missede returen til Premier League skiftede Johnson dog klub i 2006, da han rykkede til Everton F.C. for 8.6 millioner engelske pund.

### Everton
Johnson startede karrieren hos Everton med at blive klubbens topscorer med 11 mål i 2006/07 sæsonen.

### Fulham
Op til sæsonen 2008/09 fik Fulham F.C. accepteret et bud på Johnson i omegnen af 10.5 millioner engelske pund. I sin første sæson på Craven Cottage blev han Fulhams topscorer, mens han derefter ikke levede op til sin indledende tid i klubben bl.a. på grund af en knæskade. Johnson forlod Fulham ved kontraktudløb i sommeren 2012.

### Queens Park Rangers
Efter kontraktudløb hos Fulham skiftede Johnson til lokalrivalerne fra Queens Park Rangers.
Han forlod klubben i sommeren 2014 efter kontraktudløb.